# Risurrezione del figlio della vedova di Nain

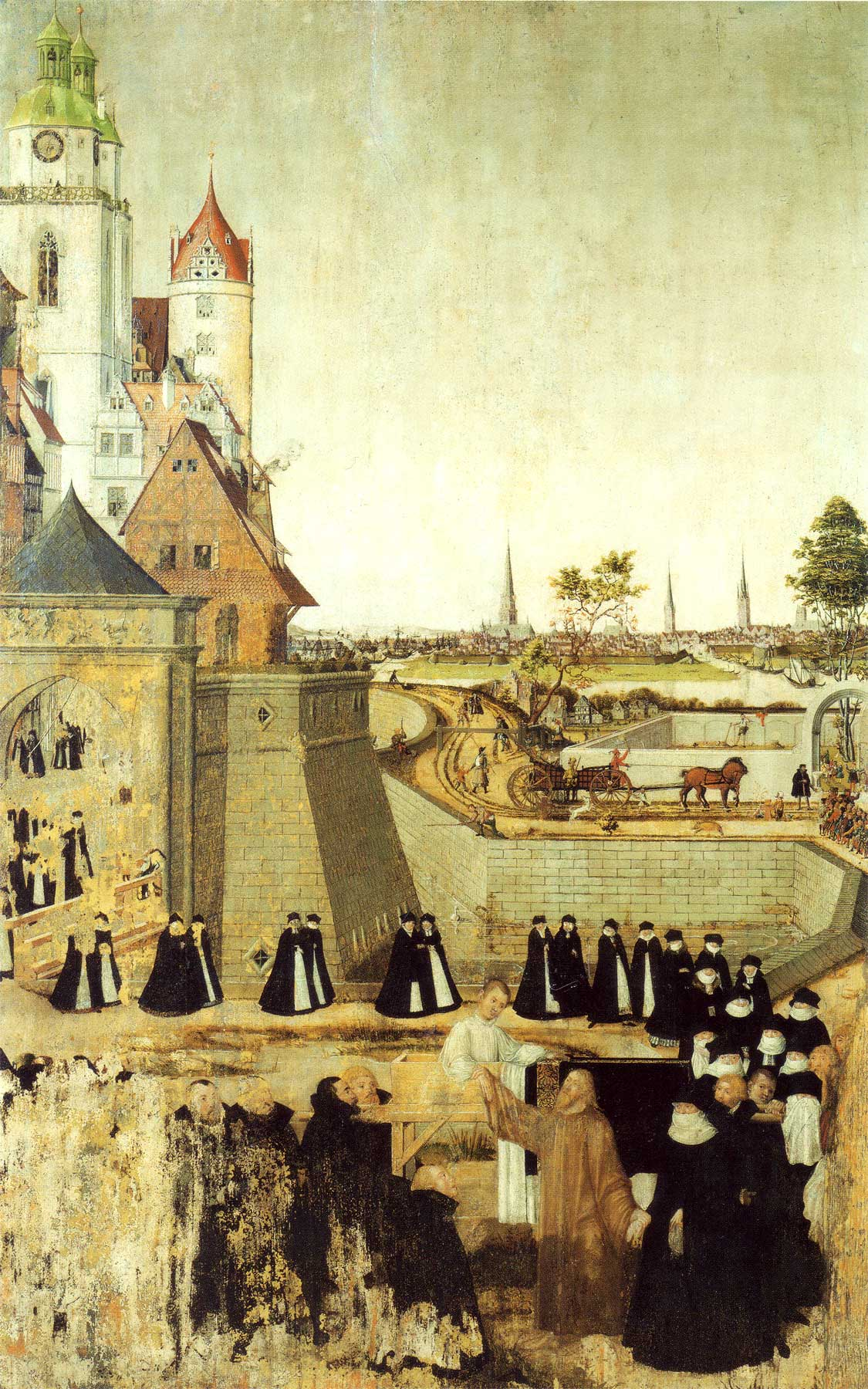
Risurrezione del figlio della vedova di Nain, pala d'altare di Lucas Cranach il Giovane, 1569 circa, nel Stadtkirche Wittenberg.

La risurrezione del figlio della vedova di Nain è un miracolo di Gesù descritto dal solo Vangelo secondo Luca (7,11-17).
Il figlio di un'anonima vedova viene portato a sepoltura nella cittadina di Nain. Gesù ha pietà della vedova e le dice "Non piangere", nella versione greca Me klàie. Si avvicina poi alla bara e con le parole: «Giovinetto, dico a te, alzati!» lo risuscita.
La breve e semplice frase pronunciata da Gesù porta con sé molteplici significati dell'annuncio di Cristo. Innanzitutto ci mostra il volto misericordioso del Padre. Gesù ha compassione della donna, capisce il suo disagio;  dona nuovamente la vita al figlio e contemporaneamente preannuncia ciò che Egli stesso realizzerà risorgendo a sua volta.